# Media Valle del Sillaro
Media Valle del Sillaro este o arie protejată (arie specială de conservare — SAC, sit de importanță comunitară — SCI) din Italia întinsă pe o suprafață de 1.107 ha, integral pe uscat.

## Localizare
Centrul sitului Media Valle del Sillaro este situat la coordonatele 44°17′43″N 11°26′31″E / 44.295278°N 11.441944°E.

## Înființare
Situl Media Valle del Sillaro a fost declarat sit de importanță comunitară în iunie 1995 pentru a proteja 1 specie de plante și 30 de specii de animale. Situl a fost protejat și ca arie specială de conservare în martie 2019.

## Biodiversitate
Situată în ecoregiunea continentală, aria protejată conține 15 habitate naturale: Lacuri eutrofice naturale cu vegetație de tip Magnopotamion sau Hydrocharition, Galerii de Salix alba și de Populus alba, Matorral arborescenți cu Juniperus spp., Ape puternic oligomezotrofe cu vegetație bentonică cu Chara spp., Pajiști uscate seminaturale și facies de acoperire cu tufișuri pe substraturi calcaroase (Festuco-Brometalia) (* situri importante pentru orhidee), Păduri de Quercus ilex și Quercus rotundifolia, Pajiști cu Molinia pe soluri calcaroase, turboase sau argilos-nămoloase (Molinion caeruleae), Formațiuni de Juniperus communis pe lande sau pajiști calcaroase, Râuri cu maluri nămoloase cu vegetație de Chenopodion rubri p.p. și Bidention p.p., Pseudostepă cu ierburi și specii anuale de Thero-Brachypodietea, Păduri de stejar alb estice, Păduri de Castanea sativa, Pante stâncoase silicioase cu vegetație casmofită, Râuri de munte și vegetația lor lemnoasă cu Salix elaeagnos, Fânețe de joasă altitudine (Alopecurus pratensis, Sanguisorba officinalis).
La baza desemnării sitului se află mai multe specii protejate:
- plante (1): Himantoglossum adriaticum
- păsări (13): fâsă-de-câmp (Anthus campestris), caprimulg (Caprimulgus europaeus), șerpar (Circaetus gallicus), prepeliță (Coturnix coturnix), egretă mică (Egretta garzetta), presură de grădină (Emberiza hortulana), șoimul rândunelelor (Falco subbuteo), rândunică (Hirundo rustica), sfrâncioc roșiatic (Lanius collurio), ciocârlie de pădure (Lullula arborea), stârc de noapte (Nycticorax nycticorax), pietrar sur (Oenanthe oenanthe), viespar (Pernis apivorus)
- amfibieni (2): Bombina pachypus, Triturus carnifex
- mamifere (5): liliac cârn (Barbastella barbastellus), lupul (Canis lupus), liliac cu aripi lungi (Miniopterus schreibersii), liliac comun (Myotis myotis), liliacul mare cu potcoavă (Rhinolophus ferrumequinum)
- nevertebrate (4): Austropotamobius pallipes, croitorul mare al stejarului (Cerambyx cerdo), Euplagia quadripunctaria, rădașcă (Lucanus cervus)
- pești (6): Barbus caninus, Barbus plebejus, Cobitis bilineata, Protochondrostoma genei, Rutilus rubilio, Telestes muticellus

Pe lângă speciile protejate, pe teritoriul sitului au mai fost identificate 8 specii de plante, 4 specii de amfibieni, 8 specii de mamifere, 2 specii de nevertebrate, 1 specie de pești, 6 specii de reptile.